# 日本共産党（日本のこえ）
日本共産党（日本のこえ）（にほんきょうさんとう にほんのこえ）は、1964年に結成された親ソ・反中共の左翼党派。日本における「ソ連派」の代表的党派とされる。略称は「こえ派」、もしくは単に「こえ」とも。
この項目では前身である「日本のこえ同志会」、および改称後の「日本のこえ」についても扱う。

## 沿革

### 結党の背景
結成当初は、日本のこえ同志会という名称で活動していた。彼らのソ連支持と中国批判の背景には当時進行していた中ソ論争がある。当時のソ連は、欧米や日本との平和共存路線を掲げ、ヨシフ・スターリンによる犠牲者の名誉を回復し、雪溶けを迎えていたが、その一方で、これまで友好国だった中国との関係が悪化し始めていた。毛沢東は1957年、平和共存路線を批判し「西側と話し合うことはない。武力で打ち破ればよい。核戦争になっても別に構わない。世界27億人で、半分が死んでも半分が残る。中国の人口は6億（当時）だが、半分消えても3億である。一体何を恐れるのだ」と言い放ち、ソ連側の顰蹙を買った。さらに、インドがチベットからのダライ・ラマ14世の亡命を受け入れたこともあって、チベットに対する主権を主張する中国はインドを批判・攻撃したが、ソ連は経済関係を保っていたインドを守るべく支援した。そうしたことから両国関係は悪化の一途をたどる。そして毛沢東の「銃口から政権は生まれる」という主張に基づき、中国共産党は友好関係にある他国の共産党にも中国的な暴力革命路線を取らせようとした。
以上のような状況は日本共産党にも影響を及ぼし深刻な党内対立が発生しつつあった。片や戦後初期にも日本共産党の分裂時にも武装蜂起に反対し続けてきた志賀義雄は、ソ連の平和共存路線に近いスタンスを取るだろうと見られていた。それに対し党主流派の宮本顕治は、中国に長期滞在し、国賓待遇を受けており、共産党主流派は、中国が金門島に砲撃を続けようとも、チベット問題が起きようとも、中国共産党との友好関係を続けていた。

### 「日本のこえ」結成
1964年に締結された部分的核実験停止条約の批准に際して、この対立は表面化した。宮本を中心とする日本共産党主流派は部分的核実験停止条約の批准に反対することを決定したが、同年5月15日、衆議院での批准投票において志賀は自民党や社会党などと同様賛成に回り、参議院では鈴木市蔵が志賀に同調することをあきらかにした。これは党議に反する態度だったため、5月21日の中央委員会総会で志賀と鈴木を除名する決定が下された。このとき神山茂夫は保留、中野重治はこの決定に反対し、2名を擁護した。7月15日、志賀と鈴木たちは『日本のこえ』を創刊した。それは中野によって命名されたものだった。中野と神山は9月1日に共同して共産党批判の声明を発表したため、同月の中央委員会総会で除名処分となり、4人は10月3日に新しい党派の立ち上げを表明した。4人の行動はソ連共産党の支持を受けたが、その一方で、後々日本共産党を名指しで非難し対立することになる毛沢東は、「裏切り者」とみなした志賀らを追放した宮本を持ち上げた。

### 内部対立と衰退・消滅へ
こうして新たな党派として「日本のこえ」が結成される運びとなったが、1967年1月の総選挙で志賀が落選すると党内対立が表面化した。10月には神山・中野が離脱し、翌1968年1月に党名から「日本共産党」を取り除いた日本のこえに改称した。これは志賀が将来の復党を睨んで、分派の存在を認めない日本共産党に配慮するための措置だったとされる。そして同年、参院選で改選を迎えていた鈴木は出馬を断念し、党所属の国会議員が消滅する結果となった。1960年代には反志賀派党員が離党して日本のこえ（左派）を結成し、その後社会主義革新運動、統一有志会などと合流し共産主義労働者党を結成している。
1977年、こえ派は「平和と社会主義全国委員会」と改称したが、1979年になって日本共産党が、それまでこえ派との組織的関係を維持してきたソ連共産党との関係を修復してしまうと影響力を大きく失い、党としては消滅への道をたどった。

## 他団体との関係

### 部落解放同盟との関係
60年代前半までの部落解放同盟は日本共産党とも協力関係にあり、志賀の支持基盤の一つでもあったことから、結党当初のこえには日本共産党員でもあった部落解放同盟の活動家も参加していた。その中には、大阪府連で有力な活動家だった上田卓三や大賀正行もいた。
上田、大賀の二人は、同和対策審議会答申に対して否定的な評価に終始する党中央の方針に疑問を抱き、解放同盟各種決議機関で党の方針に反する態度をとったことから、「反党活動」の廉で共産党から除名されている。
上田と大賀が共産党の方針から離反したことから、部落解放同盟大阪府連執行部内では、共産党員が過半数を割り、反主流派に転落、同盟中央本部の「同和対策審議会答申完全実施要求国民運動」を推進する方針を支持する方針に転換した。
解放同盟は、この「同対審答申完全実施要求国民運動」に共産党の参加を要請したが、共産党側は、この運動の参加者の中に「日本のこえ」メンバーがいることを理由に参加できないとの態度をとった。
同盟側は、「共産党が日本のこえを裏切り者呼ばわりするのは、共産主義運動の不幸な分裂ではあるが、我が同盟には何ら関係のないことである。特にこの運動は、超党派的な国民運動として展開しているものであり、日本のこえを排除せよとの共産党の要求に応じることはできない」と反論し、共産党の要求を拒んでいる。
上田は後に大阪府中小企業連合会を立ち上げ、解放同盟委員長・日本社会党衆議院議員となる。政治家となってからの上田は共産主義者であることをやめ、イデオロギーで人間を判断するのは誤りという信条を持ち、左派から右派まで幅広い人脈を築き上げた。進歩派でアメリカ民主党の大統領予備選候補にもなったジェシー・ジャクソンと親交を深めたり、親日家の李登輝を救おうと呼びかけたりした。そのほか、自衛隊を明記した憲法改正案を発表したり、自由を規制する恐れのある人権擁護法案に反対するなど独自の主張を展開したこともあった。上田以外の委員長経験者はこえに所属していないにも関わらず、まれに解同の主流派（本部派）を「こえ派」と呼ぶ人もいるが、しかし一部が「こえ」の出身であったとしても、多くの同盟員は「こえ」ではなく、いかなる時点での主流派なのか不分明であり、宮崎学や角岡伸彦・友常勉も指摘しているように、「中国派」とされる部落解放中国研究会も解放同盟内で一定の影響力を保っていた。

### 民主主義学生同盟との関係
「こえ派」は、構造改革系の学生運動組織である「民主主義学生同盟」（民学同）とも共闘関係にあった。民学同は先述の「日本のこえ左派」分裂と共産主義労働者党（共労党）結党への合流をうけ、1968年に「民学同左派」が分派して共労党傘下の学生組織に移行（のちプロレタリア学生同盟（プロ学同）に改称）した。その後、民学同に残留したグループも1970年に多数派の「民主主義の旗」派（その後「現代政治研究会」（現政研）に改称）と少数派の「デモクラート」派・「新時代」派（アサート）などに分裂したが、このグループはいずれも、当時の国内世論が日中友好ムードに染まり、世界的にも中国派が左派運動において影響力を拡大するなか、それに抗して極左や文化大革命やポル・ポト派を批判し、その一方で中国と対立するソ連・ベトナム・キューバなどの社会主義国家を支持・擁護する姿勢を取ったことから、「こえ派」と同様のソ連派と見なされていた。
その後、現政研グループは、2000年にソ連型社会主義を厳しく批判する総括を行なって民主主義的社会主義運動（MDS）へと改称し、「無防備地区宣言」条例の制定運動の中核として活動することになった。このMDSの関連組織には「平和と民主主義をめざす全国交歓会（全交）」、「平和と生活をむすぶ会」、「イラク市民レジスタンス連帯委員会」などがあり、労働組合がない職場の労働者や非正規労働者なども加入できる「なかまユニオン」という組織作りもすすめている。また、国際情勢に関してはイラクを中心とする中東問題について機関紙上で言及することが多い。